# Рохас (місто)
Рохас (тагальська: Lungsod ng Roxas) — адміністративний центр провінції Капіз на Філіппінах. Один з центрів освіти, торгівлі, економічної діяльності та логістики на острові Панай. Місто назване на честь президента Філіппін Мануеля Рохаса.
За даними перепису 2015 року населення міста складало 167 003 особи.

## Географія
Місто Рохас розташоване на північному узбережжі острова Панай. Місто межує на півночі з морем Сібуян, на півдні — муніципалітетом Панітан, на заході — муніципалітетом Івісан, на сході — муніципалітетом Панай. Рохас розташований за 250 морських миль (460 км) на південний схід від Маніли — столиці Філіппін.
Адміністративно місто поділяється на 47 баранґаїв: 31 міський та 16 сільських.

### Клімат
Місто знаходиться у зоні, котра характеризується мусонним кліматом. Найтепліший місяць — травень із середньою температурою 28.9 °C (84 °F). Найхолодніший місяць — січень, із середньою температурою 26.1 °С (79 °F).
| Клімат Рохаса           | Клімат Рохаса | Клімат Рохаса | Клімат Рохаса | Клімат Рохаса | Клімат Рохаса | Клімат Рохаса | Клімат Рохаса | Клімат Рохаса | Клімат Рохаса | Клімат Рохаса | Клімат Рохаса | Клімат Рохаса | Клімат Рохаса |
| Показник                | Січ.          | Лют.          | Бер.          | Квіт.         | Трав.         | Черв.         | Лип.          | Серп.         | Вер.          | Жовт.         | Лист.         | Груд.         | Рік           |
| Абсолютний максимум, °C | 32            | 33            | 34            | 36            | 36            | 36            | 35            | 35            | 35            | 34            | 35            | 33            | 36            |
| Середній максимум, °C   | 29            | 30            | 31            | 32            | 33            | 32            | 32            | 32            | 32            | 31            | 31            | 30            | 31            |
| Середня температура, °C | 26            | 26            | 27            | 28            | 28            | 28            | 27            | 27            | 27            | 27            | 27            | 26            | 27            |
| Середній мінімум, °C    | 23            | 23            | 23            | 24            | 24            | 24            | 23            | 23            | 23            | 23            | 24            | 23            | 23            |
| Абсолютний мінімум, °C  | 16            | 17            | 18            | 21            | 21            | 22            | 21            | 20            | 20            | 21            | 19            | 17            | 16            |
| Норма опадів, мм        | 140           | 90            | 40            | 50            | 180           | 260           | 270           | 220           | 260           | 370           | 300           | 220           | 2460          |
| Днів з дощем            | 10            | 7             | 3             | 3             | 9             | 11            | 11            | 10            | 12            | 16            | 14            | 14            | 126           |
| Вологість повітря, %    | 83            | 81            | 80            | 78            | 81            | 83            | 83            | 83            | 84            | 85            | 84            | 84            | 82            |
| ----------------------- | ------------- | ------------- | ------------- | ------------- | ------------- | ------------- | ------------- | ------------- | ------------- | ------------- | ------------- | ------------- | ------------- |
| Джерело: Weatherbase    |               |               |               |               |               |               |               |               |               |               |               |               |               |

## Економіка
Економіка міста має аграрну основу. Сільське господарство та рибальство є основними видами економічної діяльності. Основними видами рослин, які вирощуються є рис та баштанні. Морепродукти з міста поставляються в інші країни світу, зокрема, Тайвань, Японію і США.

## Транспорт
Національний порт Куласі та аеропорт Рохас мають постійне пасажирське та транспортне сполучення із столицею Філіппін — Манілою.

## Галерея

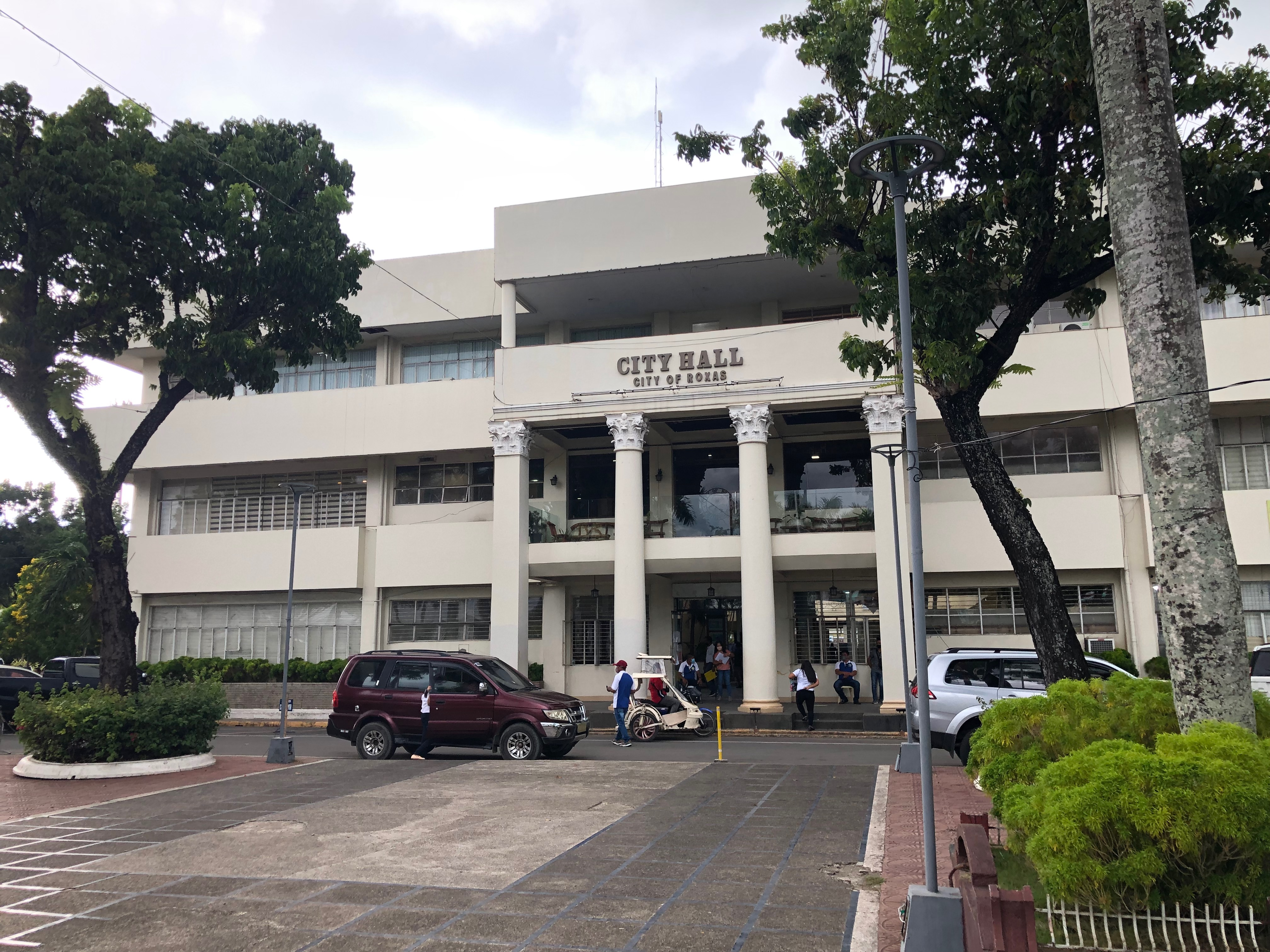
Мерія
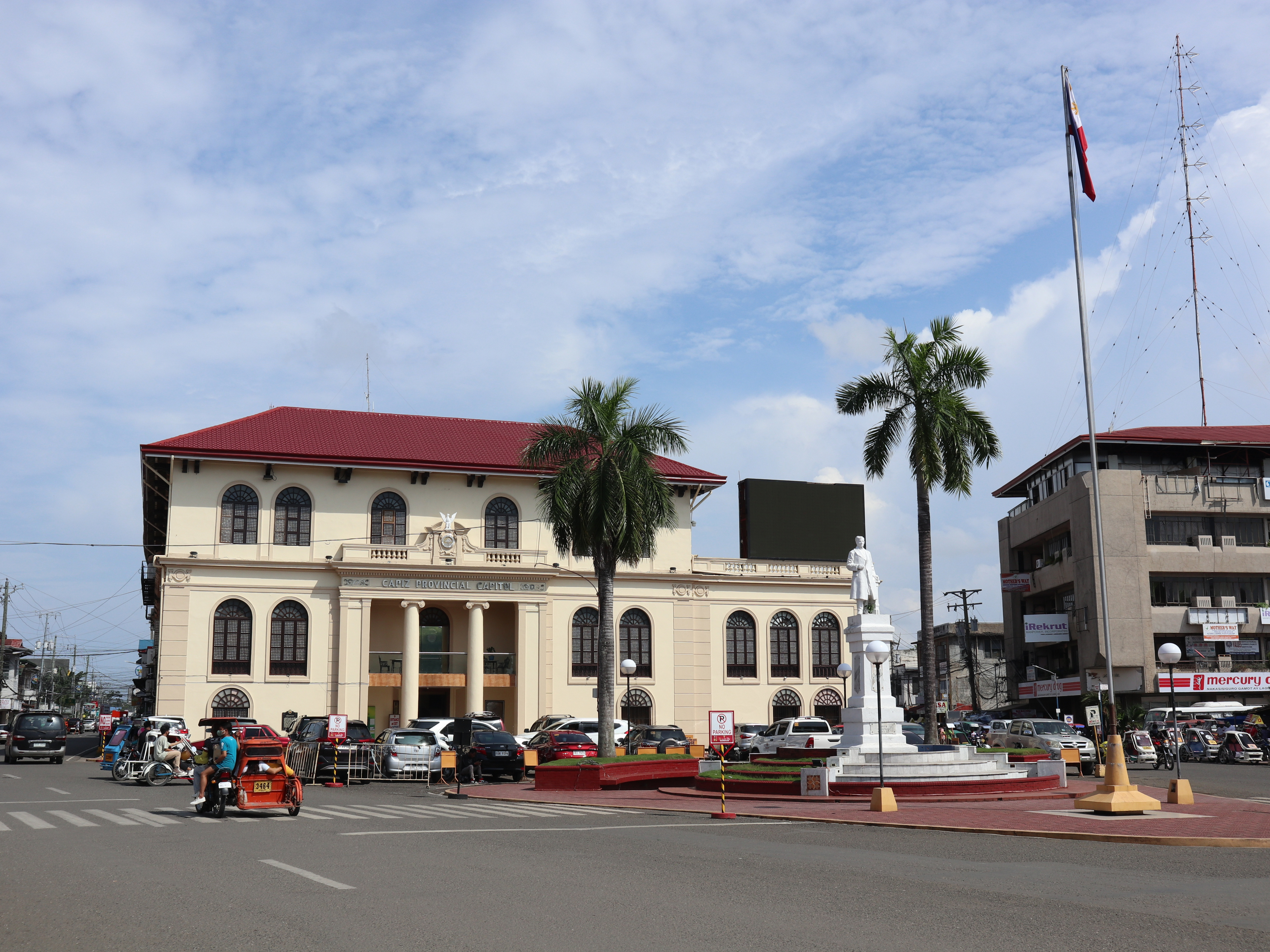
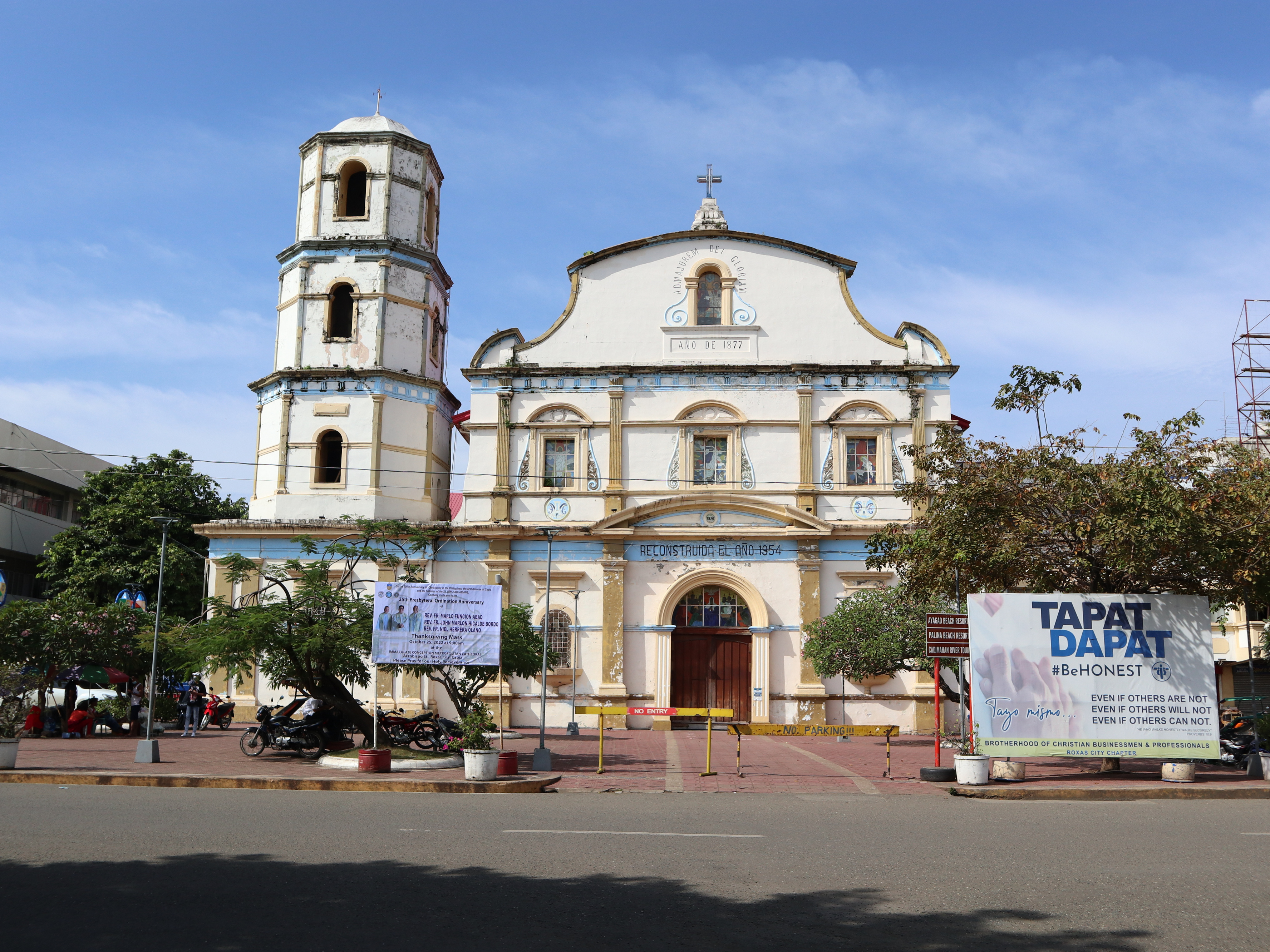
Кафедральний собор
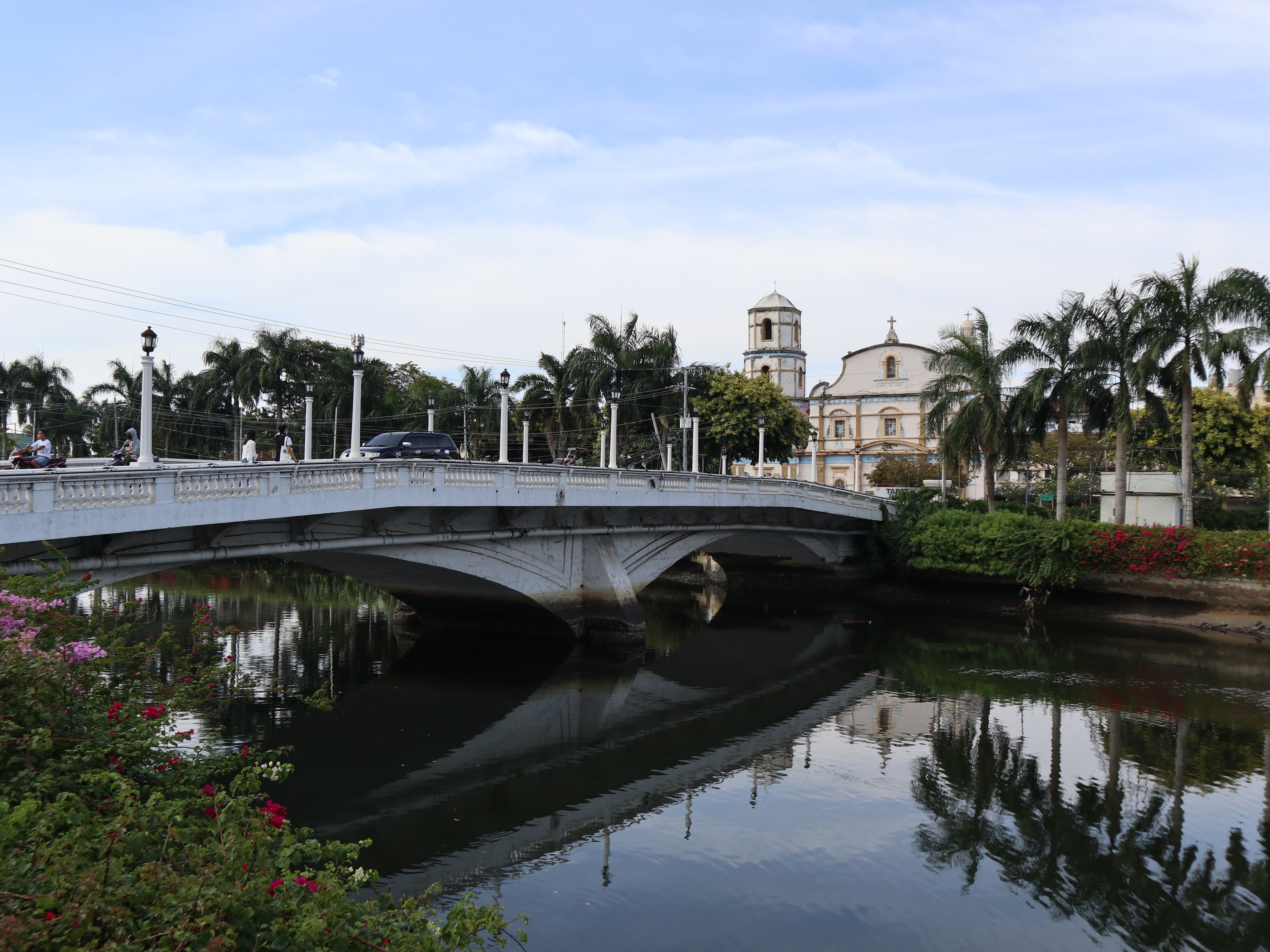
Міст